# ایستهام شمالی (ماساچوست)
ایستهام شمالی (به انگلیسی: North Eastham) یک منطقهٔ مسکونی در ایالات متحده آمریکا است که در شهرستان برنستبل، ماساچوست واقع شده‌است. ایستهام شمالی ۳۰٫۹ کیلومتر مربع مساحت و ۱٬۸۰۶ نفر جمعیت دارد و ۱۲ متر بالاتر از سطح دریا واقع شده‌است.